# Eliza Roxcy Snow

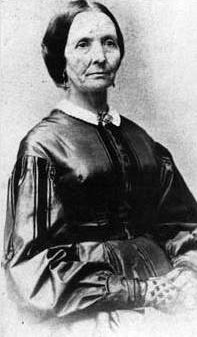
Eliza Roxcy Snow, ca. 1870

Eliza Roxcy Snow (* 21. Januar 1804 in Becket, Massachusetts; † 5. Dezember 1887 in Salt Lake City, Utah) war eine US-amerikanische Dichterin und eine der berühmtesten Frauen der Kirche Jesu Christi der Heiligen der Letzten Tage (Mormonen) des 19. Jahrhunderts. Ihre literarischen Schriften berichteten über Geschichte, die Natur und Beziehungen sowie die heiligen Schriften und deren Lehre. Snow war eine der mehreren Ehefrauen von Joseph Smith und war nach Smiths Tod offen eine von Brigham Youngs mehreren Ehefrauen. Snow war die Schwester von Lorenzo Snow, dem fünften Präsidenten der Kirche. Außerdem war sie die zweite Generalpräsidentin der Frauenhilfsvereinigung der Kirche Jesu Christi der Heiligen der Letzten Tage, die sie 1866 im Utah-Territorium wiederbegründete.

## Leben
Eliza Roxcy Snow war das zweite von sieben Kindern, vier Töchtern und drei Söhnen, von Oliver und Rosetta Snow. Ihre Eltern waren englischer Abstammung; ihre Vorfahren gehörten zu den frühesten Siedlern Neuenglands. Als sie zwei Jahre alt war, verließ die Familie Neuengland, um sich auf einer neuen und fruchtbaren Farm im Tal der Connecticut Western Reserve, in Mantua Township im Portage County in Ohio, niederzulassen. Die Familie Snow legte großen Wert auf Bildung und sorgte dafür, dass jedes Kind eine Ausbildung erhielt.
Obwohl er von Beruf Landwirt war, nahm Oliver Snow viele öffentliche Aufgaben wahr und bekleidete mehrere Ämter. Seine Tochter Eliza, die zehn Jahre älter war als ihr ältester Bruder, wurde, sobald sie fähig war, im Büro ihres Vaters als Sekretärin angestellt. Sie war geschickt in verschiedenen Arten von Handarbeiten und Haushaltswaren und gewann Preise zum Beispiel für ihre Hauben.
Snows baptistische Eltern nahmen eine Vielzahl von religiösen Neuerern in ihrem Haus auf. Im Jahr 1828 schlossen sich Snow und ihre Eltern dem Restoration Movement von Alexander Campbell an, den Disciples of Christ. Als Joseph Smith, der Gründer der Bewegung die zur Kirche Jesu Christi der Heiligen der Letzten Tage wurde, sich 1831 in Hiram, nur wenige Kilometer von der Farm der Familie entfernt, niederließ, zeigte die Familie Snow großes Interesse an der neuen religiösen Bewegung. Snows Mutter und ihre Schwester traten schon früh der Kirche der Heiligen der Letzten Tage bei; einige Jahre später, 1835, ließ sich Snow taufen und zog nach Kirtland, Ohio, dem Hauptsitz der Kirche. Bei ihrer Ankunft spendete Snow ihr Erbe, eine große Geldsumme, für den Bau des Kirtland-Tempels der Kirche. Zum Dank überließ ihr das Baukomitee „ein sehr wertvolles Grundstück in der Nähe des Tempels, mit einem Obstbaum, einer ausgezeichneten Wasserquelle und einem Haus, das zwei Familien beherbergte“. Hier unterrichtete Snow die Familie Smith und trug dazu bei, ihren jüngeren Bruder Lorenzo für das Mormonentum zu interessieren. Lorenzo Snow wurde dann später ein „Apostel“ und der fünfte Präsident der Kirche.
Snow zog mit ihrer Familie und den Mitgliedern der Kirche nach Westen, zunächst nach Adam-ondi-Ahman, einer kurzlebigen Siedlung im Daviess County in Missouri, und dann nach Nauvoo, Illinois. In den 1930er Jahren schrieb Alice Merrill Horne in ihrer Autobiografie, dass sie als Mädchen ein Gespräch belauschte habe, in dem es hieß, dass Eliza Snow während des sogenannten Mormonenkrieges von 1838 in Missouri von acht Missourianern brutal vergewaltigt worden wäre, was dazu führte, dass sie keine Kinder bekommen konnte. Später, so Alice Merrill Horne, bot Joseph Smith ihr an, eine von seinen Frauen zu werden, damit „sie immer noch ewige Nachkommen haben und eine Mutter in Zion sein würde“.
In Nauvoo verdiente Snow ihren Lebensunterhalt erneut als Lehrerin. Nach Smiths Tod behauptete Snow, am 29. Juni 1842 heimlich eine seiner Frauen geworden zu sein. Snow schrieb liebevoll Smith sei „mein geliebter Ehemann, die Wahl meines Herzens und die Krone meines Lebens“. Snow hatte jedoch im selben Sommer 1842 eine Petition mit tausend Unterschriften von Frauen organisiert, in der sie bestritt, dass Smith mit Polygamie zu tun hätte, und seine Tugendhaftigkeit pries. Als Sekretärin der Frauenhilfsvereinigung organisierte sie im Oktober 1842 die Veröffentlichung einer Urkunde, in der Polygamie angeprangert und Smith als deren Urheber oder Teilnehmer geleugnet wurde. Jahre später äußerte Snow zur überlieferten Aussage von Smiths erster Frau Emma Hale Smith auf ihrem Sterbebett, ihr Mann sei nie ein Polygamist gewesen, sie bezweifle die Geschichte, aber „wenn dies wirklich Schwester Emmas Aussage war, starb sie mit einer Lüge auf den Lippen“.
Nach Smiths Tod wurde Snow durch offizielle Heirat eine von Brigham Youngs Frauen. Sie reiste über die Prärie nach Westen und kam am 2. Oktober 1847 im Salt Lake Valley an. Dort wurde die kinderlose Snow ein wichtiges Mitglied von Youngs Familie und zog in Youngs Wohnhaus in Salt Lake City, dem sogenannten Lion House.
Die erste Frauenhilfsvereinigung der Kirche Jesu Christi der Heiligen der Letzten Tage wurde von Joseph Smith am 17. März 1842 in Nauvoo als philanthropische und erzieherische Organisation für Frauen gegründet.S. 3–16, 23–26 Snow diente als erste Sekretärin der Organisation, während Smiths Frau Emma die Präsidentin war. Die Organisation trug ursprünglich den Namen The Female Relief Society of Nauvoo und wurde später einfach als The Relief Society bekannt.3–16, 23–26 In den folgenden drei Jahren führte Snow ausführliche Aufzeichnungen über die Zusammenkünfte der Organisation, darunter auch über Joseph Smiths Lehren, wie die Organisation arbeiten sollte. Die Mitglieder der ursprünglichen Frauenhilfsvereinigung hörten kurz nach Smiths Tod im Jahr 1844 auf, sich zu treffen, und die Organisation löste sich bald auf.S. 271  Nach dem durch Brigham Young 1847 veranlassten Umzug von Kirchen-Mitgliedern ins Salt Lake Valley wurden dort in den folgenden zwanzig Jahren regelmäßig Versuche unternommen, die Organisation wieder zu gründen. Bis 1868 waren die Aktivitäten jedoch begrenzt, und es gab keine dauerhafte, kirchenweite Frauenhilfsvereinigung.S. 177–187
1868 beauftragte Young Snow mit der Wiedererrichtung der Frauenhilfsvereinigung. In den folgenden Jahren reiste Snow durch das gesamte Utah-Territorium und half den Bischöfen der Kirche, in ihren Gemeinden Hilfsvereine zu gründen, wobei sie die Notizen, die sie als Sekretärin in Nauvoo gemacht hatte, als Grundprinzipien der wiedererrichteten Relief Society verwendete.S. 235–255 Zu den Zielen schrieb Snow bei einer Gelegenheit: „Ich würde antworten - Gutes zu tun - jede Fähigkeit, die wir besitzen, um Gutes zu tun, in Anspruch zu nehmen, und zwar nicht nur, um den Armen zu helfen, sondern auch, um Seelen zu retten.“S. 272 f Die örtlichen Hilfsvereine wurden bald unter das Dach einer kirchenweiten, allgemeinen Relief Society gestellt, der Snow bis 1887 vorstand.S. 235–255
Unter Snows Präsidentschaft wurden Spiritualität und Selbstständigkeit groß geschrieben. Die Frauenhilfsvereinigung schickte Frauen zur medizinischen Ausbildung, bildete Krankenschwestern aus, eröffnete das Deseret Hospital, betrieb Genossenschaftsläden, förderte die Seidenherstellung, sammelte Weizen und baute Getreidespeicher. 1872 unterstützte und beriet Snow Lula Greene Richards bei der Gründung einer Frauenzeitschrift Woman's Exponent, die lose mit der Frauenhilfsvereinigung verbunden war. Snow kümmerte sich auch um junge Frauen und Kinder in der Kirche. Sie war eine der Hauptorganisatorinnen der Jugendorganisation Young Ladies' Mutual Improvement Association der Kirche im Jahr 1870 und unterstützte Aurelia Spencer Rogers bei der Gründung der Kinderorganisation Primary der Kirche Jesu Christi der Heiligen der Letzten Tage im Jahr 1878. Im Jahr 1888 hatte die Frauenhilfsvereinigung mehr als 22.000 Mitglieder in 400 Ortsgemeinden.
Snow starb in Salt Lake City und wurde im Mormon Pioneer Memorial Monument, dem Privatfriedhof von Brigham Young, begraben.

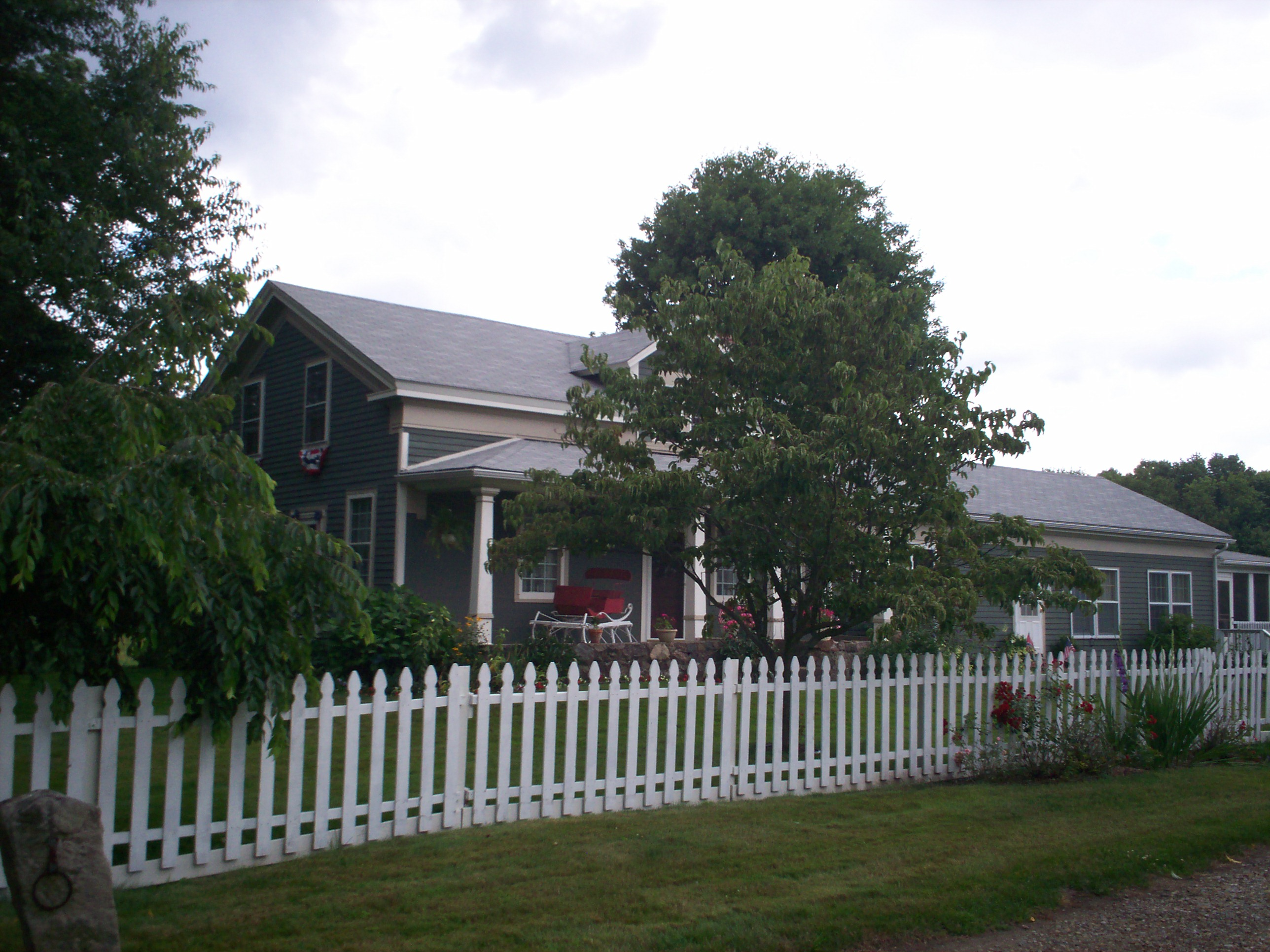
Haus der Familie Snow in Mantua, OH, 1815 bis 1838
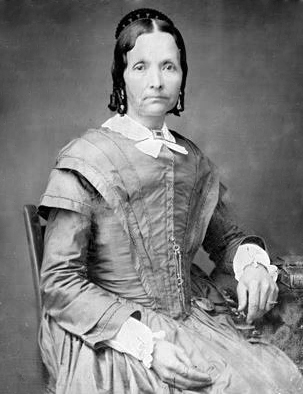
Eliza Snow, frühes Foto
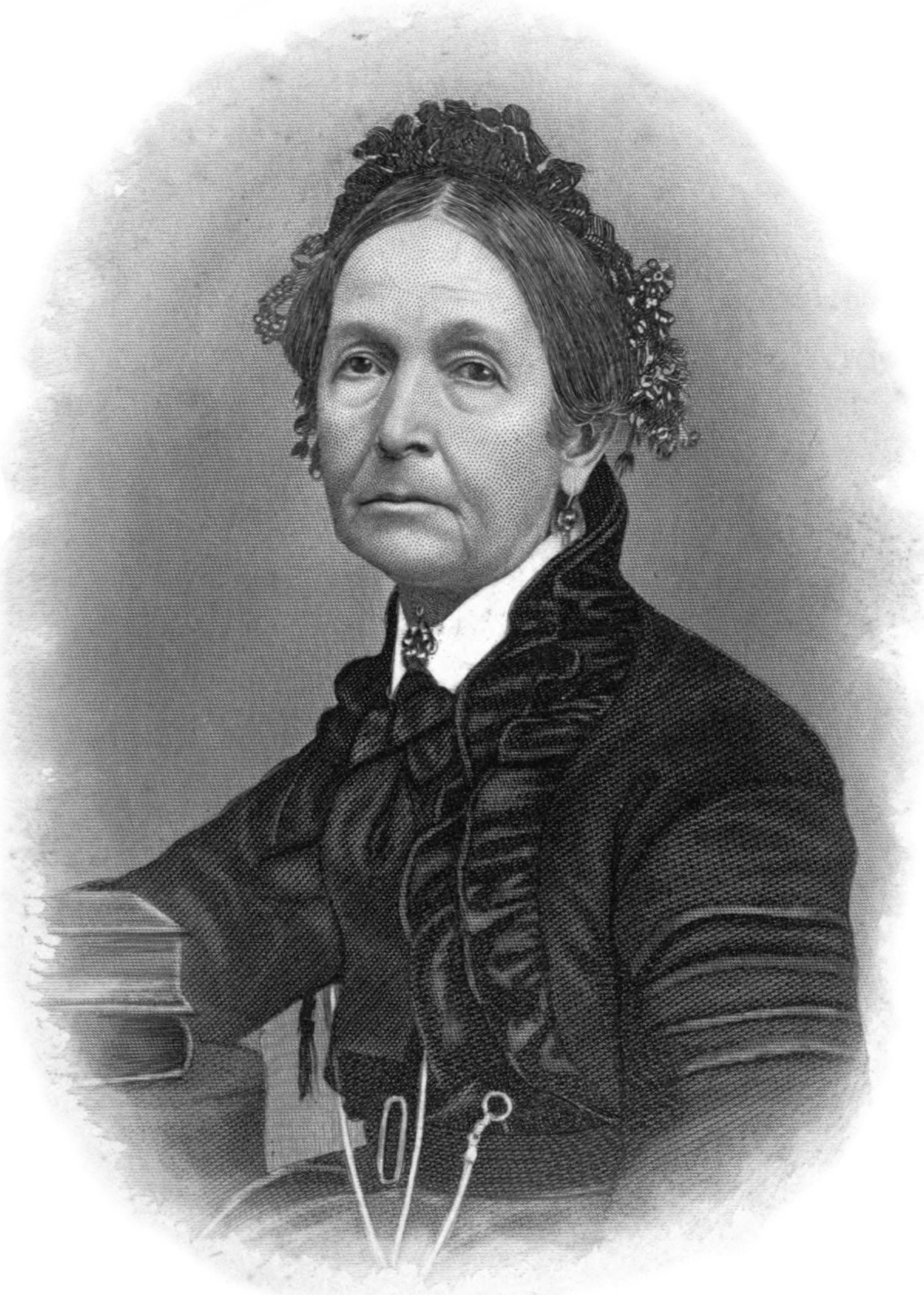
Kupferstich von Eliza R. Snow, 1884
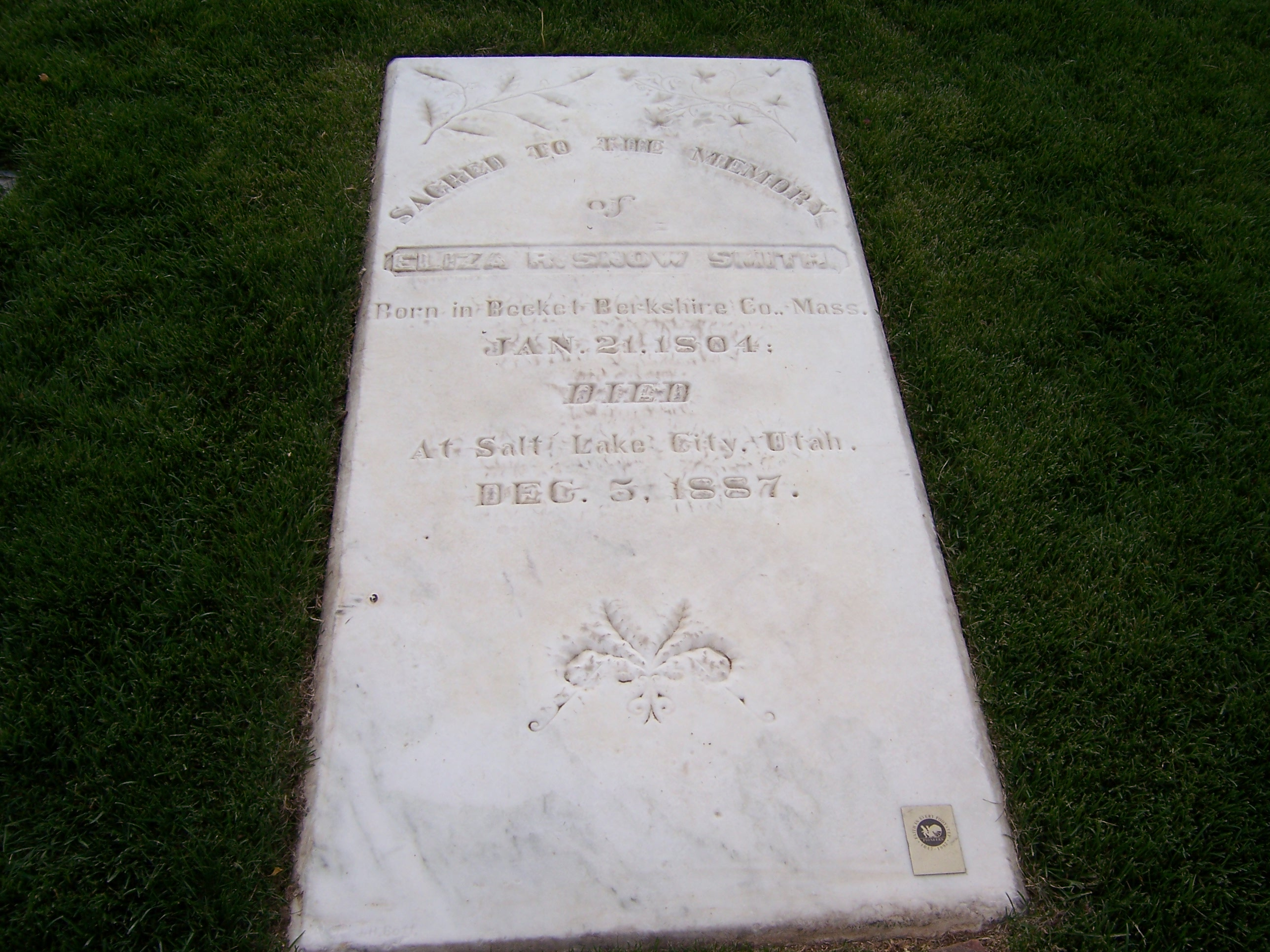
Grabstein als Teil des Mormon Pioneer Memorial Monument, dem Privatfriedhof von Brigham Young
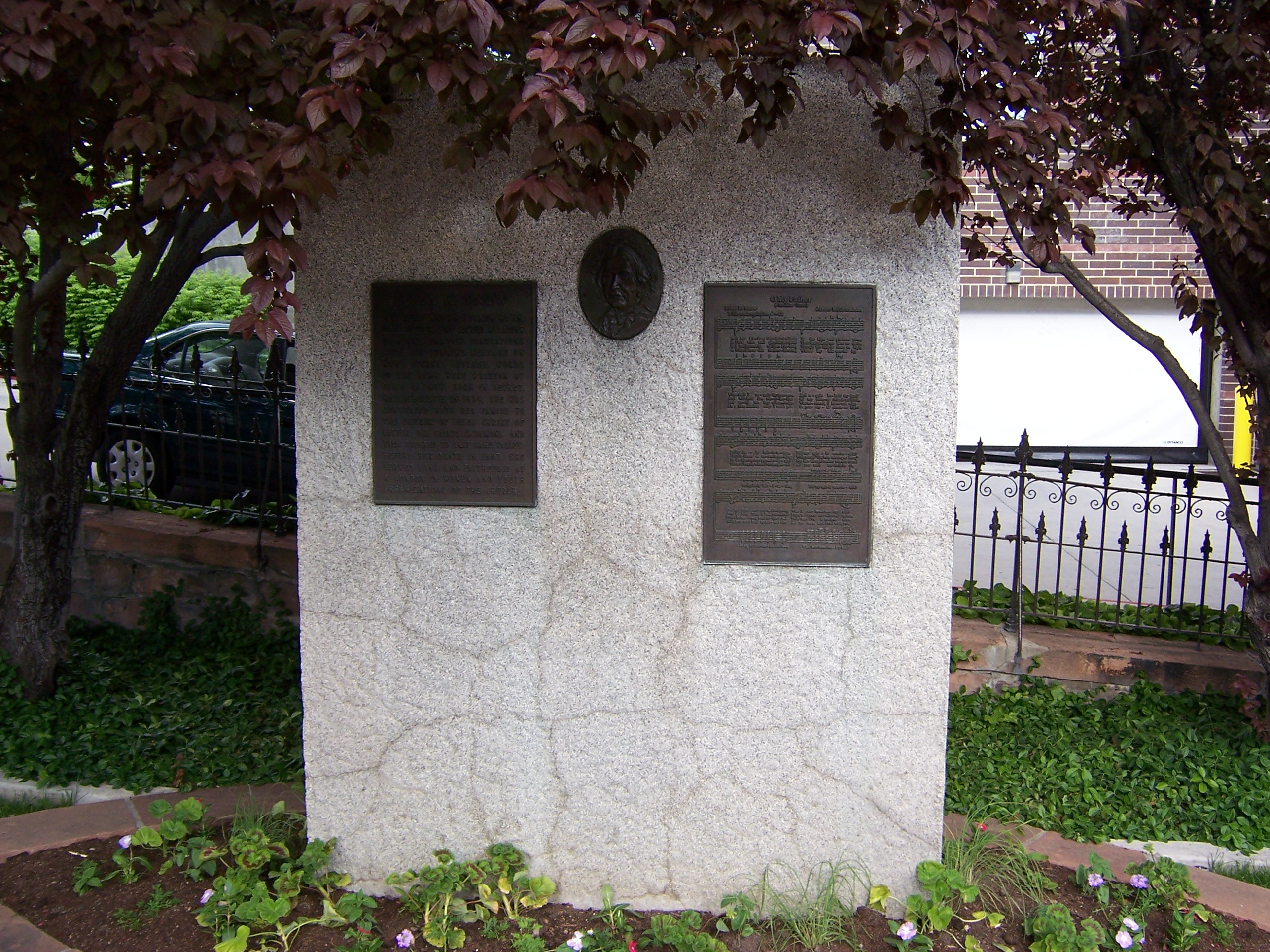
Denkmal für Eliza Snow auf dem Mormon Pioneer Memorial Monument

## Dichtung
Snow schrieb schon in jungen Jahren Gedichte. Zwischen 1826 und 1832 veröffentlichte sie mehr als 20 Gedichte in lokalen Zeitungen unter verschiedenen Pseudonymen, darunter der Western Courier in Ravenna, Ohio, und der Ohio Star. Ihr erstes veröffentlichtes Gedicht war ein Requiem, das sie angesichts des gleichzeitigen Todes von John Adams und Thomas Jefferson am 4. Juli 1826 schrieb. Einige von Snows Gedichten wurden vertont und sind zu wichtigen Kirchenliedern der Mormonen geworden, von denen einige in der aktuellen Ausgabe des Gesangbuchs der Kirche Jesu Christi der Heiligen der Letzten Tage enthalten sind. Eines ihrer Lieder, Great is the Lord, wurde bereits 1835, dem Jahr ihrer Taufe, im ersten Gesangbuch der Heiligen der Letzten Tage veröffentlicht.
In Nauvoo erlangte Snow als mormonische Dichterin, über die in den örtlichen Zeitungen berichtet wurde, einzigartige Anerkennung und wurde später „Zions Dichterin“ genannt. Auf ihrer Reise ins Salt Lake Valley schrieb sie weiterhin Gedichte, die den Mormon Trail und das Leben in Utah dokumentierten. Der erste Band mit ihren Gedichten, Poems, Religious, Historical, and Political, erschien 1856, der zweite folgte 1877. 
Beispiele für ihre Gedichte sind:
- How Great the Wisdom and the Love[11]
- Invocation, or the Eternal Father and Mother, später umbenannt in O My Father[12]
- Be Not Discouraged[13]
- My First View of a Western Prairie[14]
- Mental Gas[15]

## Werke
- Poems: Religious, Historical and Political, Volume 1. F.D. Richards, Liverpool 1856 (archive.org).
- Correspondence of Palestine Tourists: Comprising a Series of Letters by George A. Smith, Lorenzo Snow, Paul A. Schettler, and Eliza R. Snow, of Utah: Mostly Written While Traveling in Europe, Asia and Africa in the Years 1872 and 1873. Deseret News Steam Printing Establishment, Salt Lake City 1875 (archive.org).
- Poems: Religious, Historical and Political, Volume 2. The Latter-day Saints Printing and Publishing Establishment, Salt Lake City 1877 (archive.org).
- Hymns and Songs: Selected From Various Authors, for the Primary Associations of the Children of Zion. Deseret News, Salt Lake City 1880 (archive.org).
- Children’s Primary Tune Book. Juvenile Instructor Office, Salt Lake City 1880 (archive.org).
- Bible Questions and Answers for Children. Juvenile Instructor Office, 1881 (archive.org).
- Biography and Family Record of Lorenzo Snow, One of the Twelve Apostles of the Church of Jesus Christ of Latter-day Saints. Deseret News, Salt Lake City 1884 (archive.org).

Posthum erschienen:
- Maureen Ursenbach Beecher (Hrsg.): The Personal Writings of Eliza Roxcy Snow. University of Utah Press, Salt Lake City 1995, ISBN 0-87480-477-9.
- Jill Mulvay Derr und Karen Lynn Davidson (Hrsg.): Eliza R. Snow: the complete poetry. Brigham Young University Press and University of Utah Press, Salt Lake City 2009, ISBN 978-0-8425-2737-8.

Zeitschriftenbeiträge
- The Mother of Mothers in Israel. In: Relief Society Magazine. Band 3, Nr. 4, April 1916, S. 183–190 (archive.org).
- Sketch of My Life I. In: Relief Society Magazine. Band 31, Nr. 3, März 1944, S. 131–136 (archive.org).
- Sketch of My Life II. In: Relief Society Magazine. Band 31, Nr. 4, April 1944, S. 207–214 (archive.org).
- Sketch of My Life III. In: Relief Society Magazine. Band 31, Nr. 5, Mai 1944, S. 272–278 (archive.org).
- Sketch of My Life IV. In: Relief Society Magazine. Band 31, Nr. 6, Juni 1944, S. 312–314, 351 (archive.org).
- Sketch of My Life V. In: Relief Society Magazine. Band 31, Nr. 7, Juli 1944, S. 392–394 (archive.org).
- Sketch of My Life VI. In: Relief Society Magazine. Band 31, Nr. 8, August 1944, S. 450–453 (archive.org).
- Sketch of My Life VI. In: Relief Society Magazine. Band 31, Nr. 9, September 1944, S. 504–505 (archive.org).
- Sketch of My Life VII. In: Relief Society Magazine. Band 31, Nr. 10, Oktober 1944, S. 578–581 (archive.org).

Dichtung
- My Epitaph. In: Relief Society Magazine. Band 3, Nr. 4, April 1916, S. 181 (archive.org).
- Zion Prospers, All is Well. In: Relief Society Magazine. Band 3, Nr. 4, April 1916, S. 190 (archive.org).
- A Tribute to the Birthday of the Prophet Joseph Smith. In: Relief Society Magazine. Band 4, Nr. 12, Dezember 1917, S. 663–665 (archive.org).
- Apostrophe to Jerusalem. In: Relief Society Magazine. Band 5, Nr. 8, August 1918, S. 439–441 (archive.org).
- The Year Has Gone. In: Relief Society Magazine. Band 12, Nr. 1, Dezember 1925, S. 1 (archive.org).

## Weitere Literatur
- The Life and Labors of Eliza R. Snow Smith: with a full account of her funeral services. Juvenile Instructor Office, Salt Lake City 1888 (archive.org).
- Spencer J. Palmer: Eliza R. Snow’s «Sketch of my Life»: Reminiscences of One of Joseph Smith’s Plural Wives. In: BYU Studies. Band 12, 1971 (byu.edu).